# 小胸筋
小胸筋（しょうきょうきん、英語: pectoralis minor）は、胸部の筋肉のうち、胸郭外側面にある胸腕筋のうちの一つ。肋骨前面（第3～第5前面）を起始とし、上外方に集まりながら、肩甲骨の烏口突起に停止する。
肩甲骨の外側を下方に引くと同時に、肋骨（第3～第5）を引き上げる作用がある。

## 画像

小胸筋の位置。赤色で示す